# مریم اتحادیه
مریم اتحادیه روزنامه‌نگار و فعال سیاسی ایرانی است.

## زندان
او در روزنامهٔ کیهان کار می‌کرد و در جریان محاکمهٔ خسرو گلسرخی و همراهانش (به‌اتهام سوءقصد به شاه، فرح و ولیعهد) به پنج سال زندان محکوم شد.